# Lachnaea montana
Lachnaea montana är en tibastväxtart som beskrevs av Beyers. Lachnaea montana ingår i släktet Lachnaea och familjen tibastväxter. Inga underarter finns listade i Catalogue of Life.